# Komandant
Komandant je lahko naziv za poveljnika vojaške enote, ki je večja od čete. Naziv se ne nanaša na konkreten vojaški čin in lahko predstavlja tako npr. komdandanta bataljona, divizije kot komandanta združenih oboroženih sil, brigade, itd.

## Razvoj besede
Tujka, ki je k nam prišla v uporabo v 19. stoletju izhaja iz besede komânda, ki je prevzeta preko nemške besede Kommande v pomenu ukaz, naročilo iz francoske besede commande v enakem pomenu, kar se je razvilo iz vulgarnolatinske besede commanda v pomenu zaupno naročilo, kar pa je izpeljaka iz commandāre v pomenu naročiti. To je različica od klasične latinske besede commendāre v pomenu zaupati, izročiti, priporočiti, namreč zaupati nekomu nalogo, ukaz, naročilo.